# Gentianella coccinea
Gentianella coccinea là một loài thực vật có hoa trong họ Long đởm. Loài này được (D.Don ex G.Don) Zarucchi mô tả khoa học đầu tiên năm 1993.